# Dylan Nexon
Dylan Nexon, né le 25 mai 1995, est un joueur de pétanque français. 

## Biographie
Il remporte deux titres de champion de France triplette. La première fois en 2015 avec ses coéquipiers de l'Ariège Fabien Barre et Sacha Solana en battant en finale l'équipe du Rhône composée d'Henri Lacroix, Bruno Le Boursicaud et Michel Loy sur le score de 13 à 6. La deuxième fois en 2021 avec ses partenaires d'Ax-les-Thermes Fabien Barre et Luc Laille en gagnant la finale sur le score de 13 à 7 contre Gilles Blancheton, Gino Baud et Olivier Dugast de la Loire-Atlantique,.

## Clubs
- ?- : Pétanque Axéenne (Ariège)

## Palmarès

### Séniors

#### Championnats de France
Champion de France
- Triplette 2015 (avec Fabien Barre et Sacha Solana) : Pétanque Axéenne
- Triplette 2021 (avec Fabien Barre et Luc Laille) : Pétanque Axéenne

#### Championnats National des Clubs (CNC)
Champion de France deuxième division (CNC2)
- 2018 (avec Fabien Barre, Sacha Solana, Jean-Paul Delaurier, Thierry Bezandry, Stéphane Delforge, Luc Laille, Nicolas Dedieu, Gino Debard et Kévin Laffont) : Ax-les-Thermes

Champion de France troisième division (CNC3)
- 2017 : Ax-les-Thermes